# Gregor Gazvoda
Gregor Gazvoda (Maribor, 15 d'octubre de 1981) és un ciclista eslovè, professional des del 2004, i actualment a l'equip Adria Mobil.
Bon contrarellotgista, en el seu palmarès destaquen tres campionats nacionals de la modalitat, el 2005, 2008, 2010 i 2014. En curses per etapes el seu èxit més important és la victòria a la Volta al llac Qinghai de 2011.

## Palmarès
- 2002
  - Vencedor d'una etapa de l'Olympia's Tour
- 2005
  -  Campió d'Eslovènia en contrarellotge
  - Vencedor d'una etapa de la Volta a Cuba
- 2008
  -  Campió d'Eslovènia en contrarellotge
  - Vencedor d'una etapa del Circuit de les Ardenes
  - 1r a Velika Nagrada Ptuja
  - 1r a Kroz Vojvodina II
- 2010
  -  Campió d'Eslovènia en contrarellotge
  - Vencedor d'una etapa de la Volta al llac Qinghai
- 2011
  - 1r a la Volta al llac Qinghai i vencedor d'una etapa
  - 1r a Kroz Vojvodina I
- 2014
  -  Campió d'Eslovènia en contrarellotge

### Resultats al Giro d'Itàlia
- 2012. 134è de la classificació general